# Ernestine Schumann-Heink

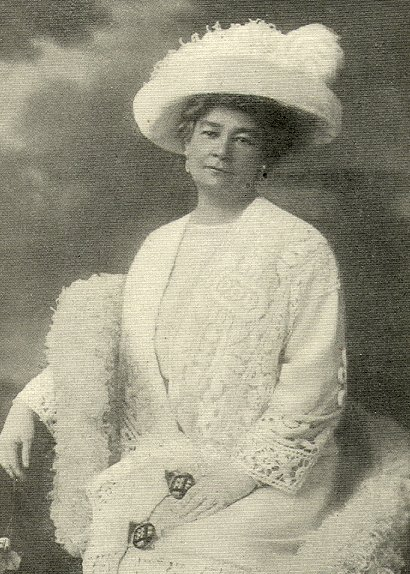
Schumann-Heink em 1909

Ernestine Schumann-Heink, née Rössler (15 de junho de 1861 - 17 de novembro de 1936 (75 anos)) foi uma célebre contralto nascida na Áustria, e depois naturalizada americana, notável pela amplitude, beleza, riqueza tonal, flexibilidade e grande alcance da sua voz.